# Rob Lowery
Robert Lowery jr. (Forestville, 23 dicembre 1987) è un cestista statunitense.

## Carriera
Cresciuto nel college di Dayton, approda in Europa nel 2010 in Germania giocando nei Saar-Pfalz Braves, successivamente si trasferisce nella massima lega della Repubblica Ceca, la Národní Basketbalová Liga, ingaggiato dai Levharti Chomutov.
Nel 2012 si sposta in Turchia ai Best Balıkesir e successivamente in Italia alla Pallacanestro Trapani. Nel 2013 è ingaggiato dal Koroivos Amaliadas, per poi passare in prestito al VEF Riga per completare la restante parte del campionato.
Nell'estate del 2015 torna in Turchia per giocare con il Denizli Basket, formazione della Türkiye 2. Basketbol Ligi, il secondo livello del campionato turco di pallacanestro. Tuttavia non passa le visite mediche e viene rilasciato dalla società turca. Si accasa quindi in Grecia al Neas Kīfisias, dove resta fino al 19 gennaio 2016, quando viene ingaggiato dai tedeschi dell'Alba Berlino.

## Palmarès
- Campione NIT (2010)
- Campionato lettone: 1

VEF Riga: 2014-15
- Coppa di Germania: 1

Alba Berlino: 2016
- Supercoppa polacca: 1

Pierniki Toruń: 2018